# Neopasites timberlakei
Neopasites timberlakei là một loài Hymenoptera trong họ Apidae. Loài này được Linsley mô tả khoa học năm 1943.